# Fern Lake Patrol Cabin
La Fern Lake Patrol Cabin est une cabane américaine qui se trouvait autrefois dans le comté de Larimer, dans le Colorado. Construite en 1925 dans le style rustique du National Park Service, cette cabane en rondins était située sur les bords du lac Fern, au sein du parc national de Rocky Mountain. Inscrite au Registre national des lieux historiques le 29 janvier 1988, elle en a été retirée le 28 janvier 2022 après avoir été détruite par un incendie en 2020.